# 알렉시스 텍사스
테아 알렉시스 삼페르(Thea Alexis Samper, 1985년 5월 25일 ~ )는 미국의 포르노 배우, 감독, 스트리퍼이다.

## 생애
알렉시스의 부모님은 미군으로, 알렉시스는 미군자녀다. 알렉시스는 1985년 5월 25일, 파나마에 있는 미군기지에서 태어났다. 그녀는 어린시절을 텍사스의 카스트로빌에서 지냈다. 2003년에는 메디나 벨리 (Medina Valley) 고등학교를 졸업했다. 그녀는 독일계, 노르웨이계, 푸에르토리코계 후손이다. 알렉시스의 첫 번째 직장은 복지시설로, 그곳에서 간병인으로 일했다. 그녀는 성인업계에 들어가기 전에 텍사스 주립대학교에서 호흡요법을 공부했다.
2008년, 포르노 감독인 미스터 피트와 결혼하여 아들을 한 명 낳았다. 남편과 2013년 이혼했다.